# アニマ・エテルナ
アニマ・エテルナ（羅: Anima Eterna）は、ベルギーを拠点に活動する古楽器オーケストラである。

## 概要
1985年に鍵盤楽器奏者ヨス・ファン・インマゼールにより J・S・バッハのチェンバロ協奏曲を録音するため設立された。楽団の名称は「インマゼール」（Immer Seel(e)：永遠の魂）のラテン語訳から命名された。
レパートリーは古典派以降で、リムスキー＝コルサコフやヨハン・シュトラウス2世、ドビュッシー、ラヴェル、ヤナーチェク、 ガーシュウィン、リヒャルト・シュトラウスにまで及んでいる。
代表的なレコーディングは、チャンネル・クラシックス・レーベルにインマゼールのフォルテピアノ独奏でモーツァルトのピアノ協奏曲全集、ソニー・クラシカル・レーベルにベートーヴェン交響曲シリーズやシューベルト交響曲全集、インマゼール自身のレーベル「ジグ・ザグ・テリトワール」にチャイコフスキーの交響曲第4番などがある。
2024年9月、インマゼールを「持続的な攻撃的な行動と契約上の義務の定期的な違反」を理由として解任した。

## 歴代音楽監督
- ヨス・ファン・インマゼール（1985年 - 2024年）